# Kirsten Emmelmann
Kirsten Emmelmann (z domu Siemon, ur. 19 kwietnia 1961 w Warnemünde) – niemiecka lekkoatletka, specjalizująca się w biegach sprinterskich, brązowa medalistka letnich igrzysk olimpijskich z Seulu (1988) w biegu sztafetowym 4 × 400 metrów. W czasie swojej kariery reprezentowała Niemiecką Republikę Demokratyczną.
Żona sprintera Franka Emmelmanna.

## Sukcesy sportowe

### Igrzyska olimpijskie/Przyjaźń-84
| Miejsce | Dzień          | Rok  | Miejscowość | Konkurencja        | Czas biegu  | Strata   | Zwycięzca     |
| ------- | -------------- | ---- | ----------- | ------------------ | ----------- | -------- | ------------- |
| 7.      | 16 sierpnia    | 1984 | Praga       | bieg na 400 m      | 50,96 s     | + 2,80 s | Marita Koch   |
| 12.     | 25 września    | 1988 | Seul        | bieg na 400 m      | 50,39 s     | -        | Olha Bryzhina |
| brąz    | 1 października | 1988 | Seul        | sztafeta 4 x 400 m | 3:18,29 min | + 3,12 s | ZSRR          |

### Mistrzostwa świata
| Miejsce | Dzień       | Rok  | Miejscowość | Konkurencja        | Czas biegu  | Strata   | Zwycięzca     |
| ------- | ----------- | ---- | ----------- | ------------------ | ----------- | -------- | ------------- |
| brąz    | 31 sierpnia | 1987 | Rzym        | bieg na 400 m      | 50,20 s     | + 0,82 s | Olha Bryzhina |
| złoto   | 6 września  | 1987 | Rzym        | sztafeta 4 x 400 m | 3:18,63 min | -        | -             |

### Mistrzostwa Europy
| Miejsce | Dzień       | Rok  | Miejscowość | Konkurencja        | Czas biegu  | Strata   | Zwycięzca   |
| ------- | ----------- | ---- | ----------- | ------------------ | ----------- | -------- | ----------- |
| złoto   | 11 września | 1982 | Ateny       | sztafeta 4 x 400 m | 3:19,05 min | -        | -           |
| 4.      | 28 sierpnia | 1986 | Stuttgart   | bieg na 400 m      | 50,43 s     | + 2,19 s | Marita Koch |
| złoto   | 31 sierpnia | 1986 | Stuttgart   | sztafeta 4 x 400 m | 3:16,87 min | -        | -           |

### Halowe mistrzostwa Europy
| Miejsce | Dzień     | Rok  | Miejscowość | Konkurencja   | Czas biegu | Strata   | Zwycięzca             |
| ------- | --------- | ---- | ----------- | ------------- | ---------- | -------- | --------------------- |
| srebro  | 6 marca   | 1983 | Budapeszt   | bieg na 400 m | 51,70 s    | + 2,01 s | Jarmila Kratochvílová |
| srebro  | 3 marca   | 1985 | Pireus      | bieg na 200 m | 23,06 s    | + 0,24 s | Marita Koch           |
| brąz    | 23 lutego | 1986 | Madryt      | bieg na 200 m | 23,28 s    | + 0,70 s | Marita Koch           |
| złoto   | 22 lutego | 1987 | Liévin      | bieg na 200 m | 23,10 s    | -        | -                     |

## Rekordy życiowe
- była rekordzistka świata w biegu sztafetowym 4 × 400 metrów:
  - 3:19,04 – Ateny 11/09/1982 (wspólnie z Dagmar Rübsam, Sabine Busch i Maritą Koch)

| Dystans              | Wynik | Miasto i data        |
| -------------------- | ----- | -------------------- |
| bieg na 100 m        | 11,23 | Drezno 01/07/1982    |
| bieg na 200 m        | 22,50 | Jena 09/08/1981      |
| bieg na 200 m (hala) | 23,04 | Liévin 01/02/1986    |
| bieg na 400 m        | 50,07 | Berlin 23/08/1985    |
| bieg na 400 m (hala) | 51,62 | Budapeszt 27/02/1983 |